# Roger C. Peace

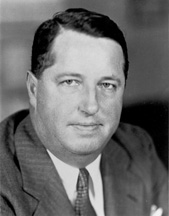
Roger C. Peace

Roger Craft Peace, född 19 maj 1899 i Greenville, South Carolina, död 20 augusti 1968 i Greenville, South Carolina, var en amerikansk demokratisk politiker och publicist. Han representerade delstaten South Carolina i USA:s senat från augusti till november 1941.
Peace utexaminerades 1919 från Furman University. Han var verksam som publicist i Greenville.
Senator Alva M. Lumpkin avled 1941 i ämbetet och efterträddes av Peace. Fyllnadsvalet hade redan tidigare utlysts på grund av att Lumpkins företrädare James F. Byrnes avgått från senaten. Peace kandiderade inte i fyllnadsvalet och han efterträddes som senator av Burnet R. Maybank.
Peace återvände sedan till sin verksamhet inom mediebranschen. Han gravsattes på Springwood Cemetery i Greenville.